# Donald MacLeod
Donald A. MacLeod (* 26. Januar 1938 in Toronto; † 4. Januar 2015 in Auckland, Neuseeland) war ein kanadischer Skilangläufer.
MacLeod, der für Ottawa Ski Club startete, kam bei den Nordischen Skiweltmeisterschaften 1962 in Zakopane auf den 53. Platz über 15 km und bei den Nordischen Skiweltmeisterschaften 1966 in Oslo auf den 58. Platz über 15 km, auf den 49. Rang über 30 km sowie auf den 14. Platz mit der Staffel. Bei seiner einzigen Teilnahme an Olympischen Winterspielen im Februar 1964 in Innsbruck belegte er den 38. Platz über 30 km, den 34. Rang über 15 km sowie zusammen mit Martti Rautio, Eric Luoma und Franz Portmann den 15. Platz in der Staffel.